# The Tyra Banks Show
The Tyra Banks Show foi um talk show norte-americano conduzido pela antiga modelo Tyra Banks. Foi transmitido de 12 de setembro de 2005 a 28 de maio de 2010. 
A partir do ano de 2007, passou a ser gravado nos estúdios Chelsea, em Nova Iorque. Anteriormente as gravações tinham lugar no estúdio da CBS em  Los Angeles. A produção do programa estava a cargo da companhia Bankable Productions, que é propriedade de Tyra.
Apesar de abarcar vários tópicos, o certo é que o programa se concentrava principalmente em problemas relacionados com a mulher do seu período de exibição original.
O programa ganhou vários prémios Daytime Emmy.
O programa era transmitido não apenas nos Estados Unidos da América, mas também noutros países, como Portugal (onde podia ser visto através da SIC Mulher) e também esteve disponível rádio por satélite nos Estados Unidos da América e do Canadá.

## Episódios memoráveis
- Num dos primeiros capítulos do show, Tyra Banks provou que o seu busto era natural ao submeter os seus seios a uma ecografia.
- Em novembro de 2005, Tyra disfarçou-se de uma mulher de 158 quilos para mostrar aos espectadores a sua experiência de ser discriminada na rua por causa da gordura. Noutro episódio, Tyra transformou-se num homem para realizar uma prova similar.
- Em maio de 2007, a Banks e à sua convidada, Hilary Duff, foram-lhes apresentados diversos animais selvagens. Quando um porco-espinho entrou no estúdio, Tyra, temerosa, sentou-se no respaldo do seu sofá e caiu por detrás.
- No último episódio da 6ª temporada, Tyra mostrou o seu cabelo natural.